# 羽生ちひろ
羽生 ちひろ（はにう ちひろ、1989年 - ）は、NHK福井放送局の元契約キャスター。

## 経歴
福井県大野市（上庄）出身。武蔵野音楽大学声楽科卒業。
高校は声楽科で学び、東京の音楽大学に進学。
大学4年生の時、声楽の恩師からキャスターの仕事を勧められ興味を持った。ちょうどその頃、地元のNHK福井放送局が契約キャスターの募集をしており、思い切って挑戦した。

## 人物
- 趣味は、漫画を読むこと。プチ大野自慢。 国民的アニメキャラ（魚の名前の男の子）のものまね[1]。

## 担当番組
- ニュースザウルスふくい（サブキャスター）
- 福井ザクザク!掘らナイト（2018年4月13日 - 2025年1月）
- 「生中継 きょう延伸 つながる!北陸新幹線」（リポーター：2024年3月16日[2]）